# Senoncourt-lès-Maujouy
Senoncourt-lès-Maujouy település Franciaországban, Meuse megyében. Lakosainak száma 100 fő (2022. január 1.). Senoncourt-lès-Maujouy Ancemont, Dugny-sur-Meuse, Landrecourt-Lempire, Lemmes és Souilly községekkel határos.

## Népesség
A település népessége az elmúlt években az alábbi módon változott:
| Lakosok száma | 120  | 85   | 90   | 97   | 86   | 92   | 100  | 101  | 102  | 100  |
|               | 1968 | 1990 | 2006 | 2011 | 2015 | 2016 | 2018 | 2019 | 2021 | 2022 |